# بول-جوزيه مبوكو
بول-خوسيه موبوكو (بالفرنسية: Paul-José Mpoku) (مواليد 19 أبريل 1992) هو لاعب كرة قدم من جمهورية الكونغو الديمقراطية، يلعب كجناح لعب سابقاً مع نادي الوحدة الإماراتي.

## روابط خارجية
- بول-جوزيه مبوكو على موقع الاتحاد البلجيكي (الإنجليزية)
- بول-جوزيه مبوكو على موقع قاعدة بيانات كرة القدم.إي يو (الإنجليزية)
- بول-جوزيه مبوكو على موقع ليكيب (الفرنسية)
- بول-جوزيه مبوكو على موقع ناشيونال فوتبول تيمز (الإنجليزية)
- بول-جوزيه مبوكو على موقع Soccerbase.com (لاعب) (الإنجليزية)
- بول-جوزيه مبوكو على موقع Soccerway.com (الإنجليزية)
- بول-جوزيه مبوكو على موقع عالم كرة القدم.نت (الإنجليزية)
- بول-جوزيه مبوكو على موقع AS.com (الإسبانية)
- Belgium stats at Belgian FA